# 威廉·约翰·汉密尔顿
威廉·约翰·汉密尔顿（英語：William John Hamilton，1805年7月5日—1867年6月27日）是一位苏格兰地质学家。

## 生平
出生在北拉纳克郡威蕭，在查特豪斯公學接受基础教育，毕业于德国哥廷根大学，1855年当选皇家学会会士，1854–1856年间和1864–1866年间两次担任伦敦地质学会会长，1848–1849年间担任英國皇家地理學會会长，1841–1847年间为英國國會議員。